# ZFAND5
ZFAND5 (англ. Zinc finger AN1-type containing 5) – білок, який кодується однойменним геном, розташованим у людей на 9-й хромосомі. Довжина поліпептидного ланцюга білка становить 213 амінокислот, а молекулярна маса — 23 132.
| 10         |  | 20         |  | 30         |  | 40         |  | 50         |
| ---------- |  | ---------- |  | ---------- |  | ---------- |  | ---------- |
| MAQETNQTPG |  | PMLCSTGCGF |  | YGNPRTNGMC |  | SVCYKEHLQR |  | QQNSGRMSPM |
| GTASGSNSPT |  | SDSASVQRAD |  | TSLNNCEGAA |  | GSTSEKSRNV |  | PVAALPVTQQ |
| MTEMSISRED |  | KITTPKTEVS |  | EPVVTQPSPS |  | VSQPSTSQSE |  | EKAPELPKPK |
| KNRCFMCRKK |  | VGLTGFDCRC |  | GNLFCGLHRY |  | SDKHNCPYDY |  | KAEAAAKIRK |
| ENPVVVAEKI |  | QRI        |  |            |  |            |  |            |

A: Аланін

C: Цистеїн

D: Аспарагінова кислота

E: Глутамінова кислота

F: Фенілаланін

G: Гліцин

H: Гістидин

I: Ізолейцин

K: Лізин

L: Лейцин

M: Метіонін

N: Аспарагін

P: Пролін

Q: Глутамін

R: Аргінін

S: Серин

T: Треонін

V: Валін

Кодований геном білок за функцією належить до фосфопротеїнів. 
Задіяний у таких біологічних процесах, як убіквітинування білків, ацетилювання. 
Білок має сайт для зв'язування з іонами металів, іоном цинку. 
Локалізований у цитоплазмі.